# Paramyrmococcus
Paramyrmococcus är ett släkte av insekter. Paramyrmococcus ingår i familjen ullsköldlöss.
Kladogram enligt Catalogue of Life:
| Paramyrmococcus | \| \| Paramyrmococcus chiengraiensis \| \| \| \| \| \| Paramyrmococcus vietnamensis \| \| \| \| |
|                 | \| \| Paramyrmococcus chiengraiensis \| \| \| \| \| \| Paramyrmococcus vietnamensis \| \| \| \| |
|                 | Paramyrmococcus chiengraiensis                                                                  |
|                 |                                                                                                 |
|                 | Paramyrmococcus vietnamensis                                                                    |
|                 |                                                                                                 |